# Планета страху
«Плане́та страху́» (англ. «Planet Terror») — американський фільм, комедія жахів Роберта Родрігеса. Спочатку фільм був частиною проекту «Молотильня» (другу частину «Доказ смерті» зняв Квентін Тарантіно), але після провалу «Молотильні» в американському прокаті «Планета страху» була перемонтована для європейського релізу в самостійну повнометражну картину.
Біля містечка в Техасі стається витік газу, що перетворює людей на потворних кровожерливих зомбі. Саме в такій ситуації танцівниця Черрі, що вважає свої здібності цілковито марними, отримує нагоду згуртувати вцілілих і врятувати місто.

## Сюжет
Фільм починається фальшивим трейлером кінострічки «Мачете» (у 2010 році її було випущено насправді на прохання глядачів).
У містечку в Техасі, танцівниця ґоу-ґоу Черрі Дарлінг вирішує покинути свою роботу. На вулиці її ледве не збиває вантажівка, що входить до цілої колони військової техніки. На вантажівці лейтенант Малдун прибуває на військову базу, де дізнається, що вчений Еббі, який мав передати зразок смертельного газу, відомого як DC2, втратив якісь важливі зразки. За це Малдун наказує своїм охоронцям каструвати командира. Оглянувши базу, лейтенант виявляє, що вчений привласнив газ собі. Еббі встигає прострілити балони, внаслідок чого газ потрапляє в атмосферу, а всі, з ким він контактує, перетворюються на потворних зомбі. Малдун демонструє, що на його обличчі з'являються виразки, але від контакту з газом вони зникають (тому йому й потрібен був DC2).
Уночі Черрі їде на авто і в неї глохне мотор. Вона зустрічає свого колишнього друга Ель Рея біля ресторану «Bone Shack», який належить JT, і обоє впускають її всередину. Тим часом газ, досягнувши міста, поступово перетворює його мешканців на кровожерних психопатів-зомбі. Лікар Вільям Блок першим виявляє постраждалого, який гниє заживо. Потім постраждалих більшає, мешканців доставляють у міську лікарню, де працює також дружина Вільяма, Дакота. Дакота хоче втекти від свого чоловіка з коханкою-лезбійкою Теммі, але Блок дізнається про їхні плани. Намагаючись убити дружину, доктор Блок вколює їй в руки якийсь препарат і замикає її в туалеті. Слідом він виявляє, що всі пацієнти втекли.
Черрі і Ель Рей зазнають нападу зомбі, внаслідок чого Черрі втрачає ногу і її доставляють в лікарню, де поспіхом ставлять дерев'яний протез. Ель Рея затримує Шериф, але йому вдається втекти з дільниці й дістатися до лікарні, щоб врятувати Черрі від зомбі, що наповнюють місто. В цей же час Дакота вистрибує з вікна, добирається до автомобіля і їде додому за своїм сином Тоні, котрий фанатично захоплюється екзотичними тваринами. Тим часом доктор Блок перетворюється на зомбі. Ель Рей, Черрі і поліцейські знаходять притулок в «Bone Shack». Дакота рятує свого сина Тоні і везе його до свого батька, Ерла Макгроу. Тоні, отримавши від матері пістолет, випадково стріляє в себе. Панікуючи внаслідок смерті сина і навали зомбі, Дакота стукається в двері будинку, і Ерл впускає її. Тим часом уцілілі, в тому числі Черрі, Ель Рея і декілька поліцейських, ховаються в «Bone Shack». Черрі і Ель Рей кохаються в спальні JT. У цьому місці кіноплівка спалахує і події переносяться на трохи вперед.
Шериф зазнав поранення в шию, зомбі оточили палаючий «Bone Shack». Дакота, Ерл і божевільні няньки-близнята, що наглядали за Тоні, досягають ресторану. Група вирішує втекти до мексиканського кордону, та люди Малдуна захоплюють уцілілих. Заручники дізнаються від Еббі, що єдиний спосіб стримувати хворобу — це постійна інгаляція низької концентрації DC2, який затримує її ефекти. Вони також дізнаються, що деякі люди мають імунітет, і завдяки їм можна знайти ліки від цієї «хвороби», тому Малдун ізолював уцілілих. У в'язниці Черрі і Дакоту забирають два солдати, які мають намір зґвалтувати їх (одного з них грає Квентін Тарантіно). В цей час решта ув'язнених втікає від охоронців. В результаті JT зазнає вогнепального поранення. Ель Рей і Еббі знаходять Малдуна, який розповідає їм, що він убив Усаму бен Ладена, після чого він і його люди були отруєні DC2 і стали змушені шукати його для інгаляцій.
Після вбивства Малдуна, Ель Рей та Еббі рятують Черрі й Дакоту, нарешті заміняючи дерев'яну ногу Черрі на автомат. У фінальній битві Шериф і JT залишаються на базі для того, щоб підірвати її разом із зомбі. Одночасно з цим в бою гине Еббі, решта виживає і захоплює два гелікоптера. В одному з них знаходиться доктор Блок, але Ерл упізнає його та застрелює. В цей час, рятуючи Черрі від зомбі, Ель Рей гине.
У епілозі Черрі веде групу до узбережжя Мексики, де вони починають нове життя. В останньому кадрі фільму показана Черрі з дочкою Ель Рея.

## В ролях
| Актор                    | Роль                       |
| ------------------------ | -------------------------- |
| Роуз Макгавен            | Черрі Дарлінг              |
| Фредді Родрігес          | Ель Рей                    |
| Джош Бролін              | доктор Вільям Блок         |
| Марлі Шелтон             | доктор Дакота Блок         |
| Джефф Фейгі              | Джей Ті Гейг               |
| Майкл Б'єн               | шериф Гейг                 |
| Брюс Вілліс              | лейтенант Малдун           |
| Ребел Родрігес           | Тоні Блок                  |
| Невін Ендрюс             | Еббі                       |
| Хуліо Оскар Мечозо       | Ромі                       |
| Стейсі Ферґюсон          | Теммі Вісан                |
| Нікі Кетт                | Джо                        |
| Ханг Нгуйен              | доктор Крейн               |
| Том Савіні               | помічник шерифа Толо       |
| Карлос Галлардо          | помічник шерифа Карлос     |
| Скіп Рейссіг             | Скіп                       |
| Електра та Еліза Авеллан | Божевільні няньки-близнята |
| Квентін Тарантіно        | ґвалтівник #1              |
| Грег Келлі               | ґвалтівник #2              |
| Майкл Паркс              | Ерл Макгроу                |
| Джерілі Ромеро           | Рамона Макгроу             |
| Фелікс Сабатес           | доктор Фелікс              |

## Касові збори
Під час показу в Україні, що розпочався 21 червня 2007 року, протягом перших вихідних фільм зібрав $42,499 і посів 5 місце в кінопрокаті того тижня. Фільм опустився на шосту сходинку українського кінопрокату наступного тижня і зібрав за ті вихідні ще $16,158. Загалом фільм в кінопрокаті України пробув 3 тижні і зібрав $96,750, посівши 107 місце серед найбільш касових фільмів 2007 року.